# Éowyn
Éowyn («amante de los caballos» en anglosajón) es un personaje de la novela fantástica El Señor de los Anillos, de J. R. R. Tolkien. Es una noble de Rohan; hermana del mariscal Éomer, que llegó a ser rey de los rohirrim; e hija de Éomund y Théodwyn, la hermana del rey Théoden. Tolkien la describe como una bella doncella guerrera, que se designa a sí misma en la novela “Escudera de Rohan”, lo que la sitúa en la tradición típica de una skjaldmö de las sagas escandinavas.

## Etimología y significado del nombre
Éowyn es un nombre en idioma anglosajón, que Tolkien usó en sus escritos para representar la lengua de los jinetes de la Marca, el rohírrico, con el fin de conseguir que a los oídos ingleses los nombres y textos de Rohan sonaran como habría sonado el auténtico rohírrico a un hablante de oestron: remotamente familiar, pero arcaico. Puede ser traducido como ‘amante de los caballos’ o ‘señora de los caballos’ (eoh → éo- = ‘caballo de guerra’ + wyn = ‘alegría’, ‘placer’).
Por tanto, para los esquemas mentales de Tolkien, Éowyn no habría sido el «nombre real» en rohírrico del personaje, sino una representación del mismo en anglosajón. Ese «nombre real» que nunca fue proporcionado por Tolkien debería, al igual que el de Éomer y Éomund, empezar con el formante Lô- o Loh-, que significa ‘caballo’ en rohírrico: la partícula que Tolkien representa en anglosajón con el elemento Eoh-.
Tolkien también emplea los apelativos de «Dama Blanca de Rohan», «Dama de Emyn Arnen» y «Dama de Ithilien» para referirse a Éowyn. Durante la acción previa a la Batalla de los Campos del Pelennor narrada en la novela, Éowyn se disfraza de varón, empleando para ello el nombre «Dernhelm».

## Descripción
Tolkien la describe como la más bella de las doncellas, una guerrera más dispuesta a tomar las armas que a realizar labores domésticas. Supuestamente traslucen en ella la gracia, orgullo y frialdad de su abuela, Morwen de Lossarnach, mujer de Gondor y esposa del rey Thengel, a quien los rohirrim habían llamado «Resplandor del acero»:

Tenía un rostro muy hermoso y largos cabellos que parecían un río dorado. Alta y esbelta era ella en la túnica blanca ceñida de plata; pero fuerte y vigorosa a la vez, templada como el acero, verdadera hija de reyes. Así fue como Aragorn vio por primera vez a la luz del día a Éowyn, Señora de Rohan, y la encontró hermosa, hermosa y fría, como una clara mañana de primavera que no ha alcanzado aún la plenitud de la vida.
— J. R. R. Tolkien, «El rey del Castillo de Oro» en El Señor de los Anillos.

Es una mujer valiente y luchadora que no puede quedarse sin hacer nada para ayudar a su pueblo, yendo a la batalla en contra de las órdenes de su tío el rey. Para lograrlo adopta el nombre de Dernhelm. En la versión original del libro, Éowyn se designa a sí misma “Shieldmaiden of Rohan”: una «doncella escudera» de Rohan. Este título sitúa a Éowyn en la tradición típica de una skjaldmö (“shieldmaiden” en inglés); las «doncellas escuderas» de las sagas escandinavas como, por ejemplo, Hervör, la hija de Heiðrekr en la Saga Hervarar (o del rey sabio Heiðrekr) o Brynhildr en la Saga Volsunga. En particular, la Saga Hervarar se considera una fuente importante de inspiración de El Señor de los Anillos.

## Historia ficticia
Éowyn nació en el año 2995 de la Tercera Edad del Sol. Su padre Éomund murió cuando ella tenía siete años, persiguiendo a una banda de orcos en 3002 T. E.; y su madre Théodwyn enfermó y también murió poco después. El rey Théoden de Rohan, tío materno de Éowyn, la adoptó junto a su hermano Éomer, tratándolos desde aquel momento como si hubieran sido sus propios hijos.
Durante parte de su vida adulta se vio con la obligación de cuidar de su decrépito tío Théoden, hechizado por Saruman y convertido en un anciano que apenas se tenía en pie. Éowyn le quería profundamente, pues era como un padre para ella, y por eso le dolía verlo convertido en un ser sin voluntad, habiendo sido antes valiente y honorable. Ante la decadencia de su casa, ansiaba otros horizontes donde hubiera valentía y honor. Por ello, cuando conoció a Aragorn, llegó a admirarlo tanto y se enamoró profundamente de él.
Durante la Guerra del Anillo cuidó de su pueblo, primero en Edoras y luego en el Sagrario. Desde allí vio partir a Aragorn rumbo a los Senderos de los Muertos y le pidió que la llevase con él, a lo cual Aragorn gentilmente se negó. Tras esto, cuando las tropas de Rohan se preparaban para la batalla en Gondor, ella se disfrazó de hombre y se unió a los jinetes, llevando con ella al hobbit Merry, que también había sido dejado atrás en un intento de protegerle, puesto que ambos ansiaban intervenir en el decisivo combate. En la Batalla de los Campos del Pelennor se enfrentó al Rey Brujo con la ayuda de Merry, y le dio muerte. Sobre este, el elfo Glorfindel había profetizado años antes que no caería «por mano de hombre» y en efecto murió a manos de una mujer y un hobbit.
Éowyn quedó gravemente herida al haber recibido el aliento del nazgûl, por lo que fue llevada a las Casas de Curación de Minas Tirith, al cuidado de Ioreth, y allí fue curada con athelas por Aragorn mientras estaba inconsciente.
Una vez terminada la Guerra del Anillo, se casó con Faramir, con quien tuvo un hijo, Elboron. Residió junto a Faramir en Emyn Arnen, renunció a la guerra y se consagró como una gran curadora.

## Creación y evolución del personaje
En un principio, Tolkien pretendió que Éowyn se casara con Aragorn. Más tarde, sin embargo, se decidió en contra de esta opción porque Aragorn le parecía «demasiado viejo, señorial y estirado» para ella. También consideró la posibilidad de que Éowyn fuera la hermana gemela de Éomund, y que muriese «para vengar o salvar a Théoden». Incluso barajó la opción de manejar un Aragorn realmente enamorado de Éowyn, y que jamás se casara tras la muerte de ella.
En cierto momento, Tolkien describió a Éowyn como «una severa amazona»; pero más tarde escribió: «aunque no tenga el carácter de “una niñera”, no es realmente una soldado o amazona, pero como muchas mujeres valerosas fue capaz de gran coraje y nobleza militar durante una crisis», aludiendo a la frase que Éowyn dirige a Aragorn en la novela: «Pero ¿no soy por ventura de la Casa de Eorl, una virgen guerrera y no una nodriza seca?».

## Adaptaciones

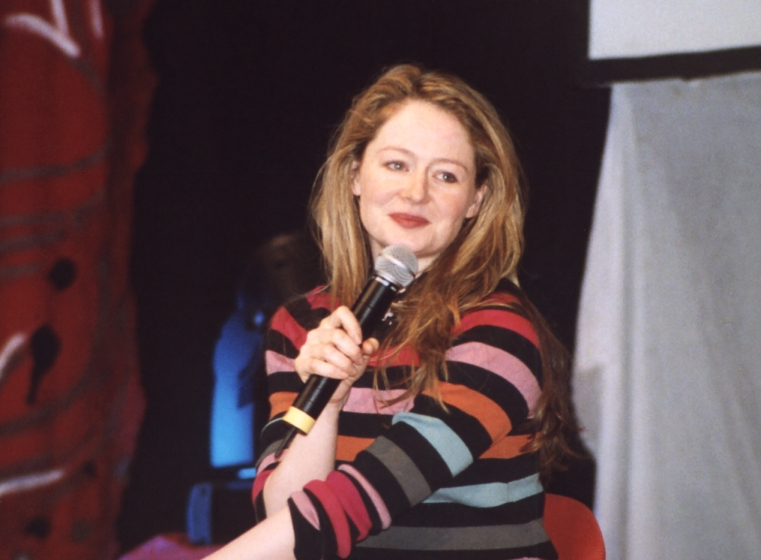
Miranda Otto en la Conferencia del Anillo de 2006 en Fulda (Alemania).

El personaje de Éowyn aparece muy brevemente en la adaptación animada de la novela producida por Ralph Bakshi en 1978, y carece de diálogo. En cambio, la actriz de voz Nellie Bellflower puso voz a Éowyn en la película de animación El retorno del Rey, producida por Rankin/Bass en 1980, y Elin Jenkins en la serialización de El Señor de los Anillos producida por Jane Morgan y Penny Leicester y emitida por la BBC Radio en 1981, adaptaciones ambas en las que la Dama de Rohan es un personaje tan relevante como en la novela.
En la trilogía cinematográfica de El Señor de los Anillos dirigida por Peter Jackson este personaje aparece en Las dos torres y El retorno del Rey, interpretado por la actriz australiana Miranda Otto. El papel fue ofrecido en primera instancia a Alison Doody, que tuvo que rechazarlo por estar en avanzado estado de gestación,[cita requerida] y durante la preproducción a Uma Thurman, que lo rechazó por motivos de agenda, pues habría precisado dieciocho meses de estancia en Nueva Zelanda para interpretarlo.